# 莫尔
莫尔（荷蘭語：Mol，荷蘭語發音：[mɔl] ⓘ）是比利时弗拉芒大區安特衛普省蒂倫豪特區的一个市镇，位于比利时安特卫普省、林堡省与荷兰北布拉班特省交界处，通行荷蘭語，是弗拉芒社群的一部分，面积114.26平方千米，人口37,022人（2020年1月1日）。當地有湖泊、修道院、度假中心、研究中心、研究所、學校以及教堂。